# تشوه حدابي
التَشوُّه الحُدابي هو شكلٌ من أشكال الحُداب الهيكلي الموجود عادةً في الفقرات القطنية العلوية والفقرات الصدرية السفلية، حيث تلتصقُ فقرةٌ واحدةٌ أو أكثر من الفقرات المتجاورة. يحدثُ التشوه الحُدابي غالبًا عند الأطفال الصغار نتيجةً لمرض السل النخاعي، حيث ينتجُ عن انخماص أجسام الفقرات. قد يؤدي هذا الأمر إلى ضغط الحبل الشوكي مُسببًا شللًا نصفيًا.
يحدثُ التشوه الحُدابي نتيجةً لأسبابٍ مُتعددة، أهمها السل، وتشمل أيضًا بعض الأمراض الوراثية والخلقية، بالإضافة إلى الصدمات الجسدية التي تُسبب إصابةً في العمود الفقري. قد يحدث هذ التشوه بسبب الفقرات الشراعية المُرتبطة بمتلازمة نقص اليود الخلقي، وهو قصور الغدة الدرقية الذي يحدثُ في الأطفال، وأيضًا داء عديد السكاريد المخاطي، وبعض المُتلازمات الخلقية، بما في ذلك لاتصنع الغضروف. نظرًا لأنَّ مُعظم الأطفال الذين يعانون من النوع الأول من داء عديد السكاريد المخاطي (متلازمة هيرلر) تظهر عليهم أيضًا أعراض التشوه الحُدابي؛ فإنه يُمكن اعتماد هذا التشوه لتشخيص المرض.
يقعُ التشوه الحُدابي ضمن مجموعةٍ فرعيةٍ من الحُداب الهيكلي، والذي يتميز بزاويةٍ عالية الدرجة ضمن منحنى العمود الفقري، حيث تكون خاصةً بأشكال الحُداب هذه. تقع حالاتٌ أُخرى ضمن هذه المجموعة الفرعية، ومنها مرض بوت وحُداب شورمان، ولكنَّ التشوه الحُدابي يتميزُ بالزاوية الحادة. عند النظر إلى المريض من الخلف، فإنه يُمكن مشاهدة الحُداب الناتج بسهولةٍ أكبر عند الانحناء للأمام. قد يكون الحداب الذي يزيد عن 70 درجةً مؤشرًا إلى الحاجة لتدخلٍ جراحي، كما قد تكون هذه الجراحاتُ ضروريةً للأطفال الذين تقل أعمارهم عن عامين، بمتوسطٍ يبلغُ 8 سنوات.